# Arnaldo Albornoz
Arnaldo Albornoz (Caracas, 1 de marzo de 1982 - 15 de enero de 2017) fue un presentador, animador, locutor, actor de teatro y periodista venezolano, quien comenzó como diseñador gráfico en la cadena televisiva Televen y continuó como productor y reportero hasta convertirse en presentador del programa de farándula La Bomba. Era conocido por el apelativo de El más temido de la farándula debido a su estilo desenfadado, pero agudo e incisivo, de conducir sus entrevistas.

## Biografía
Desde muy joven, tuvo interés por la actuación pues participó en diversas piezas de teatro, entre ellas: “Princesa de lobos y vampiros” (junto a Melisa Rauseo y Josemith Bermúdez) y “Sin sexo no hay paraíso”.
Comenzó sus estudios de Diseño gráfico en la Escuela de Artes Visuales Cristóbal Rojas. Más tarde ingresó a Televen como parte del departamento de Publicidad y Mercadeo de ese canal, pero su interés por el mundo del espectáculo lo llevó a formar parte del equipo de producción de La Bomba, programa en el que se desempeñó originalmente como reportero.
Durante dos años condujo el programa radial Giga Blog en la emisora 88.1 FM, junto con Bárbara Sánchez de lunes a viernes a las 7:00 p. m.. 

### Asesinato
Arnaldo Albornoz murió asesinado a las 2:30 (6:30 a. m., GMT) del 15 de enero de 2017 en Caracas cuando, al ingresar al estacionamiento de su residencia, en la urbanización Caricuao (luego de haber participado como actor en la pieza teatral Qué pasó ayer Venezuela y después acudir a una fiesta de cumpleaños de una amiga suya en un restaurante), fue interceptado por delincuentes quienes habrían intentado despojarlo de su vehículo y pertenencias y que, tras presuntamente haberse resistido a dicho asalto, recibió varios disparos. Sin embargo, y aún herido, Albornoz logró entrar y chocó contra una camioneta allí estacionada hasta que, cuando sus vecinos bajaron tras el tiroteo y la colisión, lo encontraron muerto en el asiento del chofer del auto, el cual estaba cerrado.

## Trabajos

### Televisión
- La Bomba (Televen, 2010-2017) ... Reportero / Conductor

### Radio
- Giga Blog (88.1 FM, 2014–2017) ... Conductor

### Teatro
- Sin sexo no hay paraíso
- Princesa de lobos y vampiros
- Qué pasó ayer Venezuela
- La resaca